# Rogy
Rogy (picardisch: Rougy) ist eine nordfranzösische Gemeinde mit 143 Einwohnern (Stand 1. Januar 2022) im Département Somme in der Region Hauts-de-France. Die Gemeinde liegt im Arrondissement Montdidier, ist Teil der Communauté de communes Avre Luce Noye und gehört zum Kanton Ailly-sur-Noye.

## Geographie
Die Gemeinde liegt rund sieben Kilometer südöstlich von Conty an der Départementsstraße D109 an der Grenze zum Département Oise.

## Einwohner
| 1962 | 1968 | 1975 | 1982 | 1990 | 1999 | 2006 | 2010 |
| ---- | ---- | ---- | ---- | ---- | ---- | ---- | ---- |
| 77   | 79   | 74   | 76   | 82   | 94   | 136  | 138  |

## Verwaltung
Bürgermeister (maire) ist seit 2008 René Fongueuse.

## Sehenswürdigkeiten
- Kirche aus dem 16. Jahrhundert